# Megasema nigrescens
Megasema nigrescens là một loài bướm đêm trong họ Noctuidae.